# Museum van Zuilen
Het Museum van Zuilen is een museum in de Nederlandse stad Utrecht. De collectie bestaat uit voorwerpen en documenten die te maken hebben met de voormalige gemeente Zuilen. Tot 1954 was Zuilen een zelfstandige gemeente ten noordwesten van de stad Utrecht.

## Oprichting
Het museum is gesticht door Wim van Scharenburg en was tot eind 2019 gevestigd aan de Amsterdamsestraatweg 569. Van Scharenburg runde, samen met zijn vrouw Toos, in het pand een horlogewinkel en in een deel van de winkel toonde hij zijn verzameling over Zuilen. In 2009 is de horlogewinkel gesloten en werd de ruimte ingericht als museum.

## Verhuisd
In het voorjaar van 2020 is het museum verhuisd naar de Werkspoorfabriek, Schaverijstraat 13. In 2024 heeft het museum meer ruimte gekregen. Een deel van het depot wordt momenteel overgeplaatst naar deze ruimte.

## Collectie
De collectie bevat vele foto's, documenten en voorwerpen uit de gemeente Zuilen. In het begin van de 20ste eeuw vestigden zich twee belangrijke fabrieken in Zuilen; te weten Werkspoor en Demka. Veel van de voorwerpen in het museum komen uit het verleden van deze inmiddels gesloten bedrijven. Foto's, maar ook werkstukken en examenstukken uit de opleiding van deze fabrieken.

## Stratenboeken
Uniek voor het museum is dat van elke straat in Zuilen de geschiedenis is beschreven in een straatboek. Wie hebben er gewoond, wanneer en op welk nummer. Het is de bedoeling dat elk boek in de nabije toekomst digitaal wordt uitgegeven. Van elke Zuilense straat is in het Museum van Zuilen in de loop van de jaren een straatreunie georganiseerd.   

## Foto's

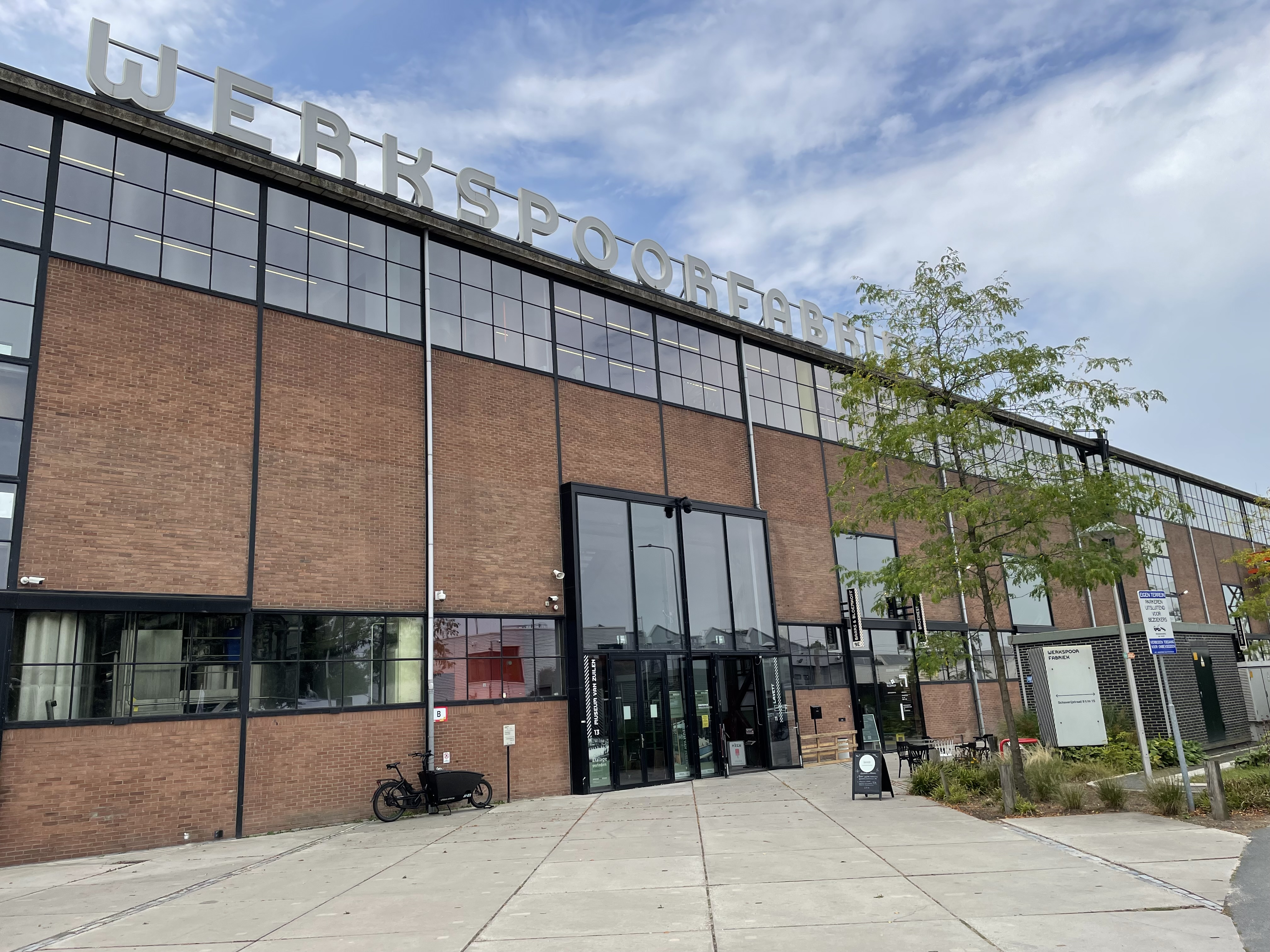
Gehuisvest in de Werkspoorfabriek
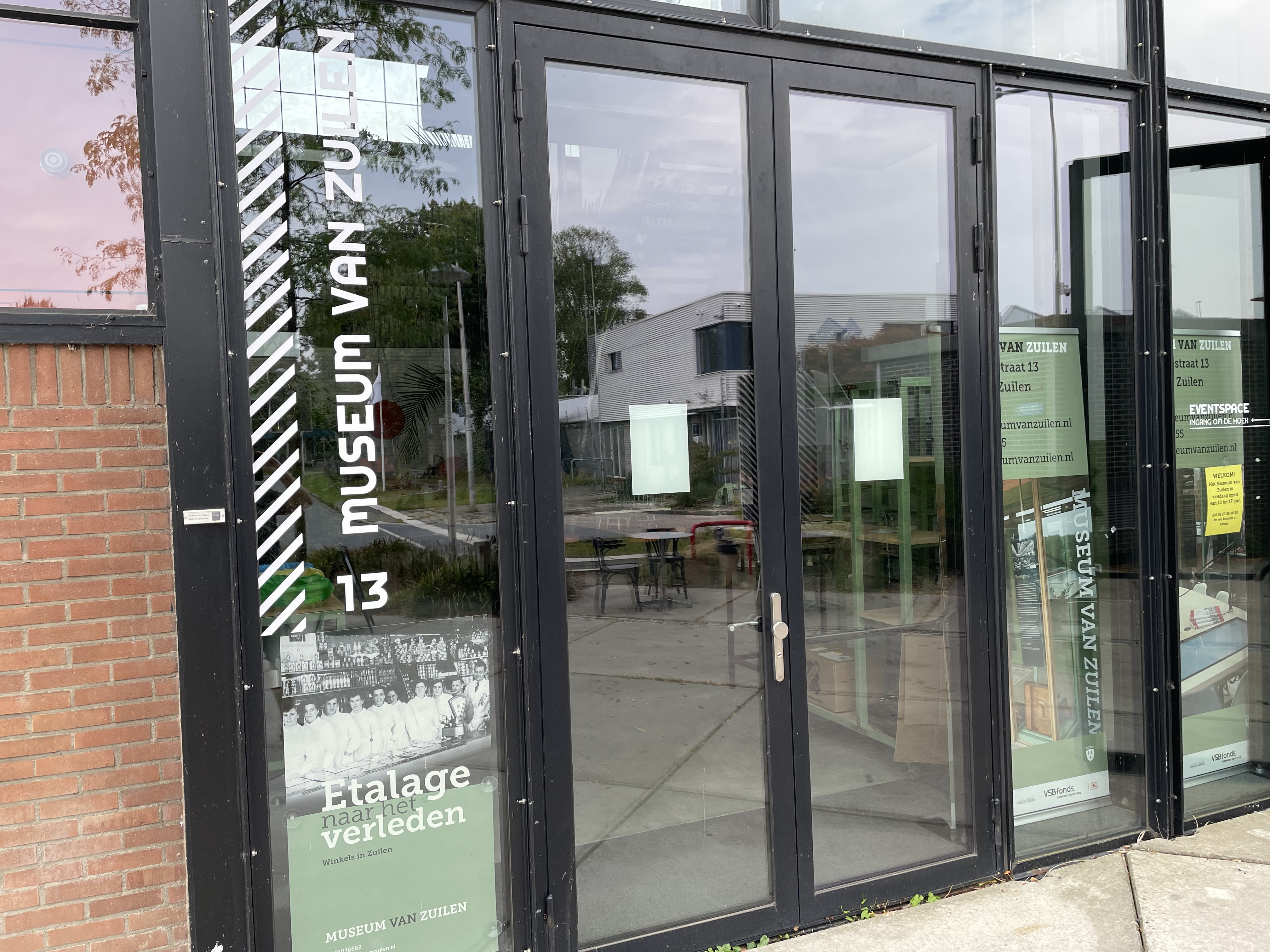
entree in de Schaverijstraat
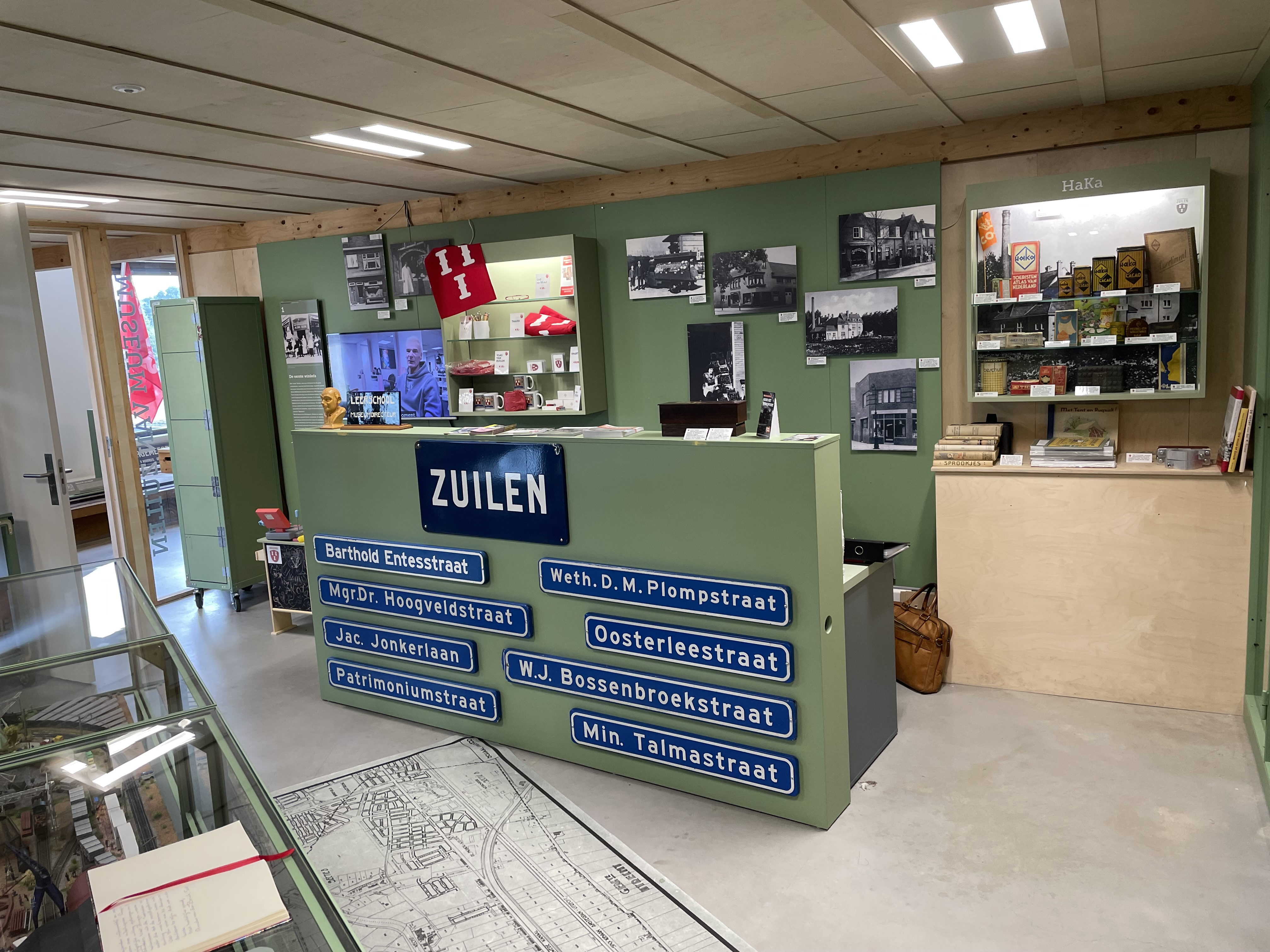
Desk van Zuilen
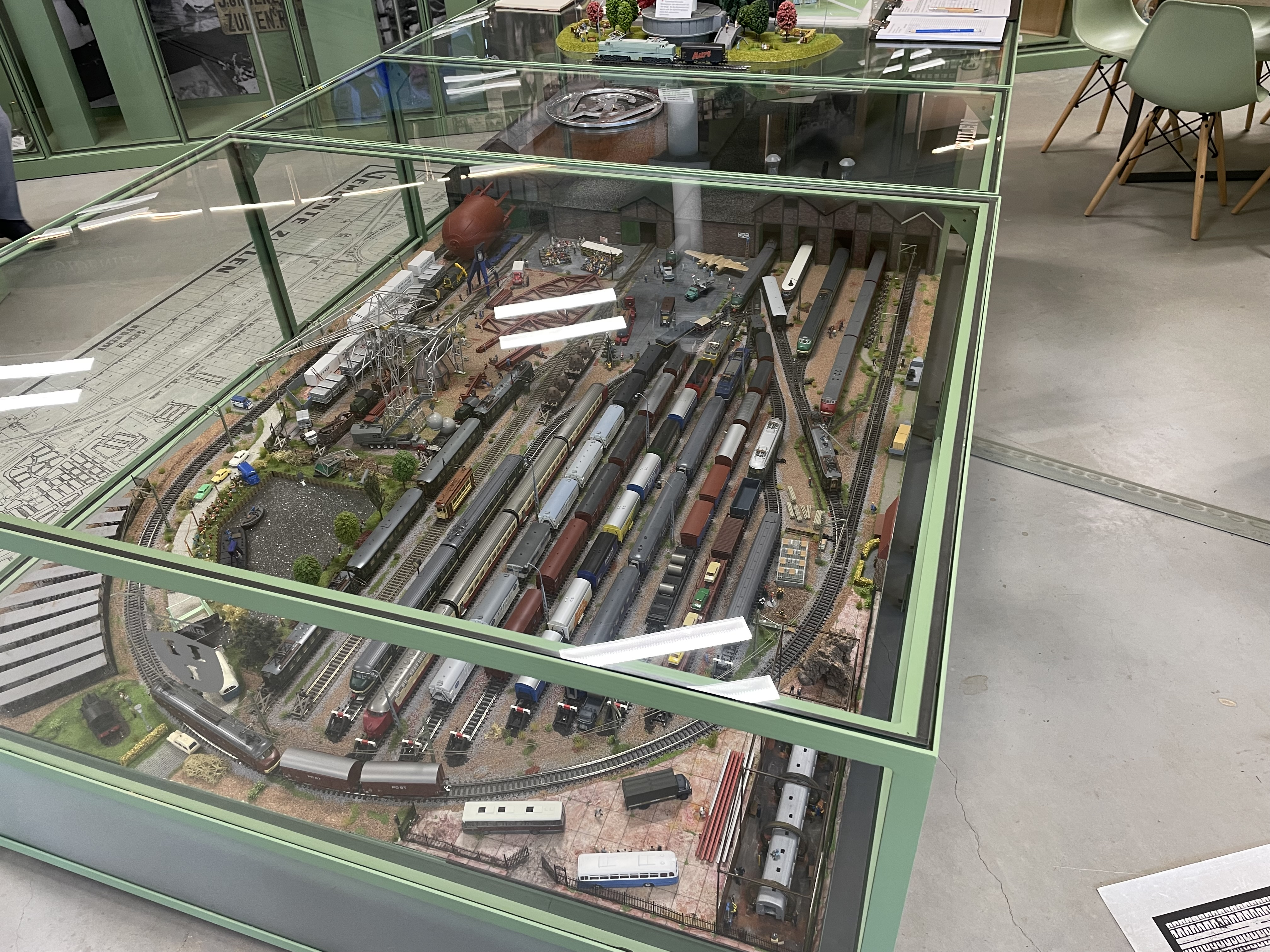
Modelbaan
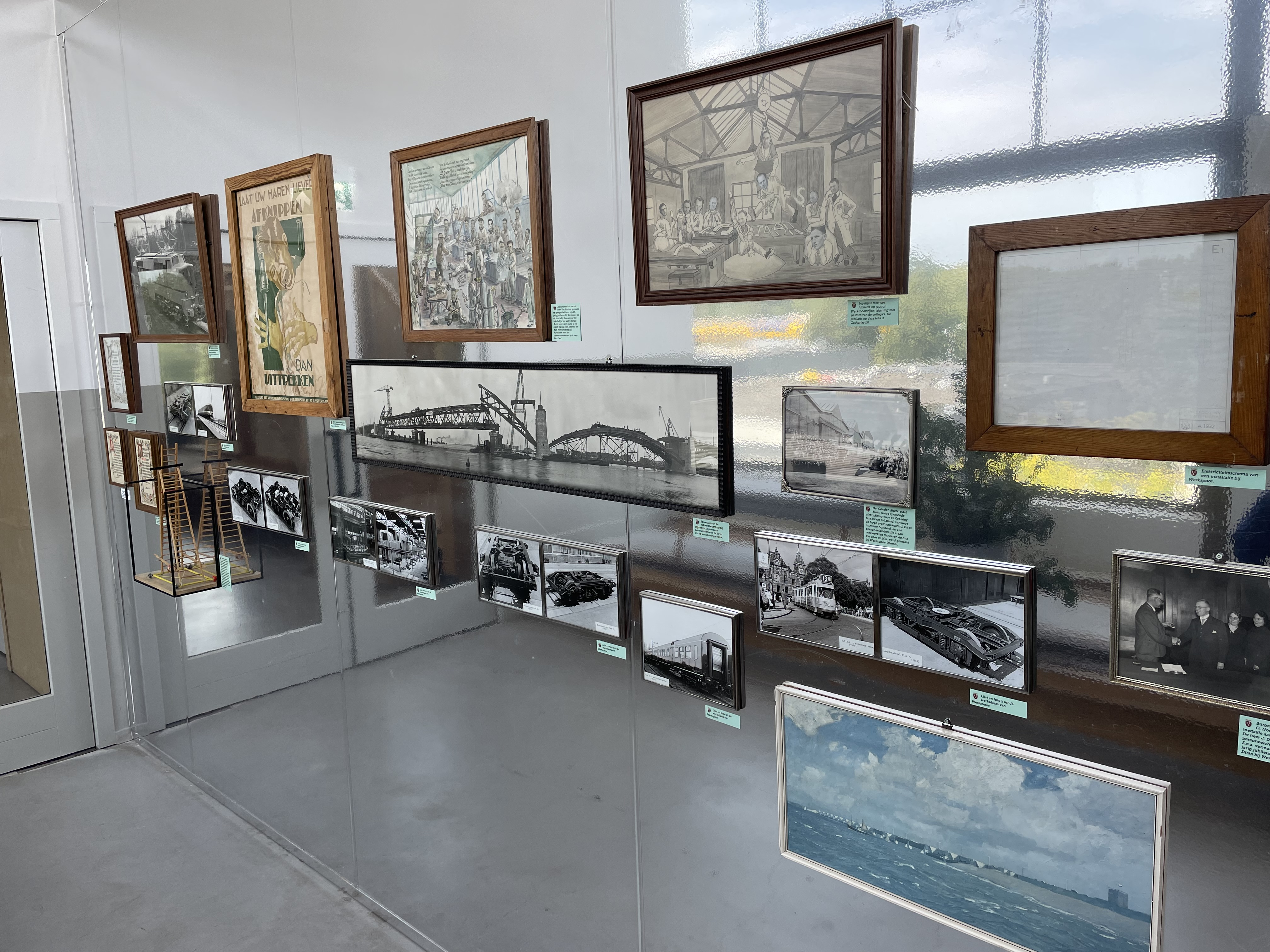
Fotogalerij met werken van Werkspoor
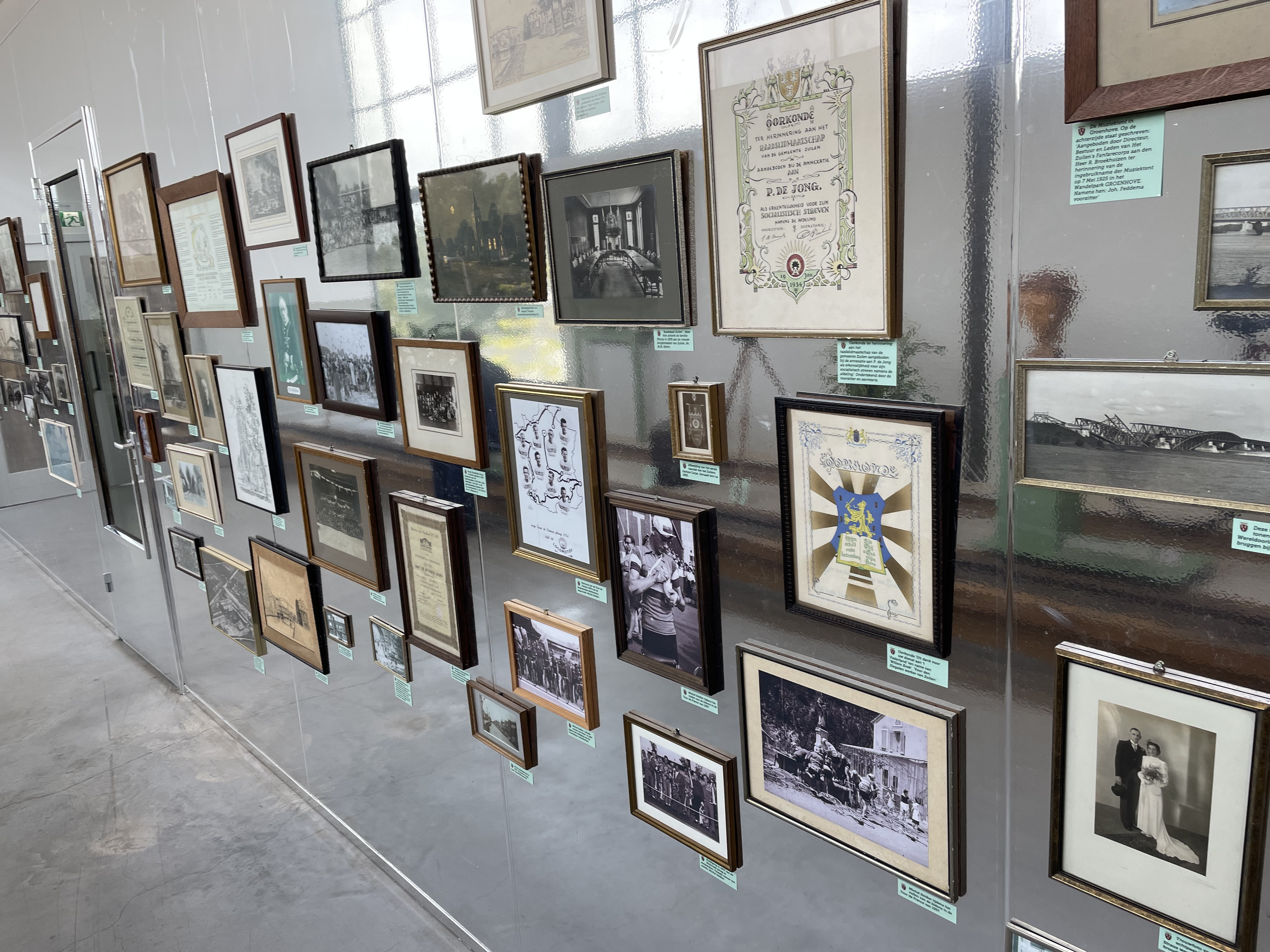
Fotogalerij met Zuilense zaken
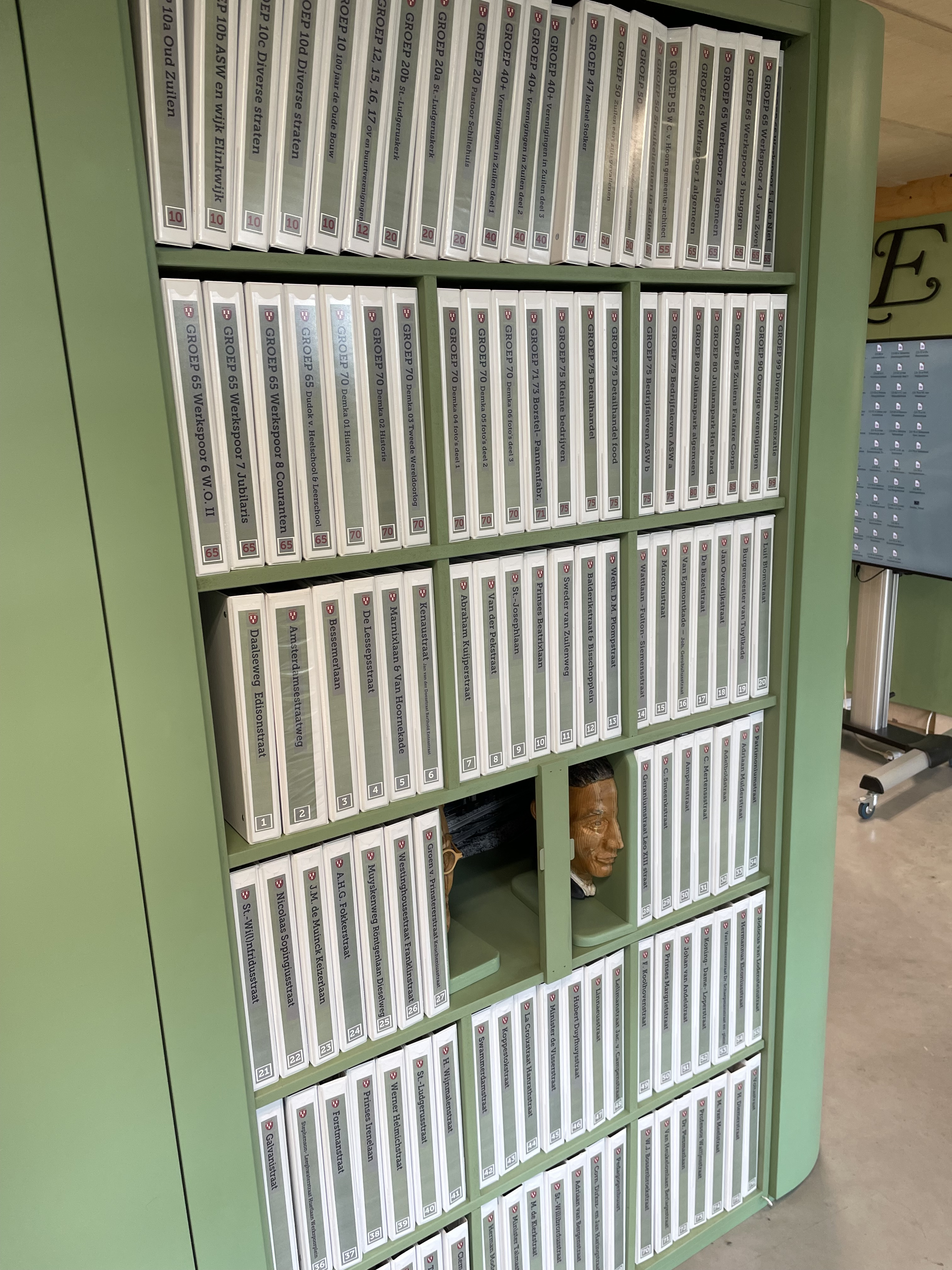
Een deel van de stratenboeken
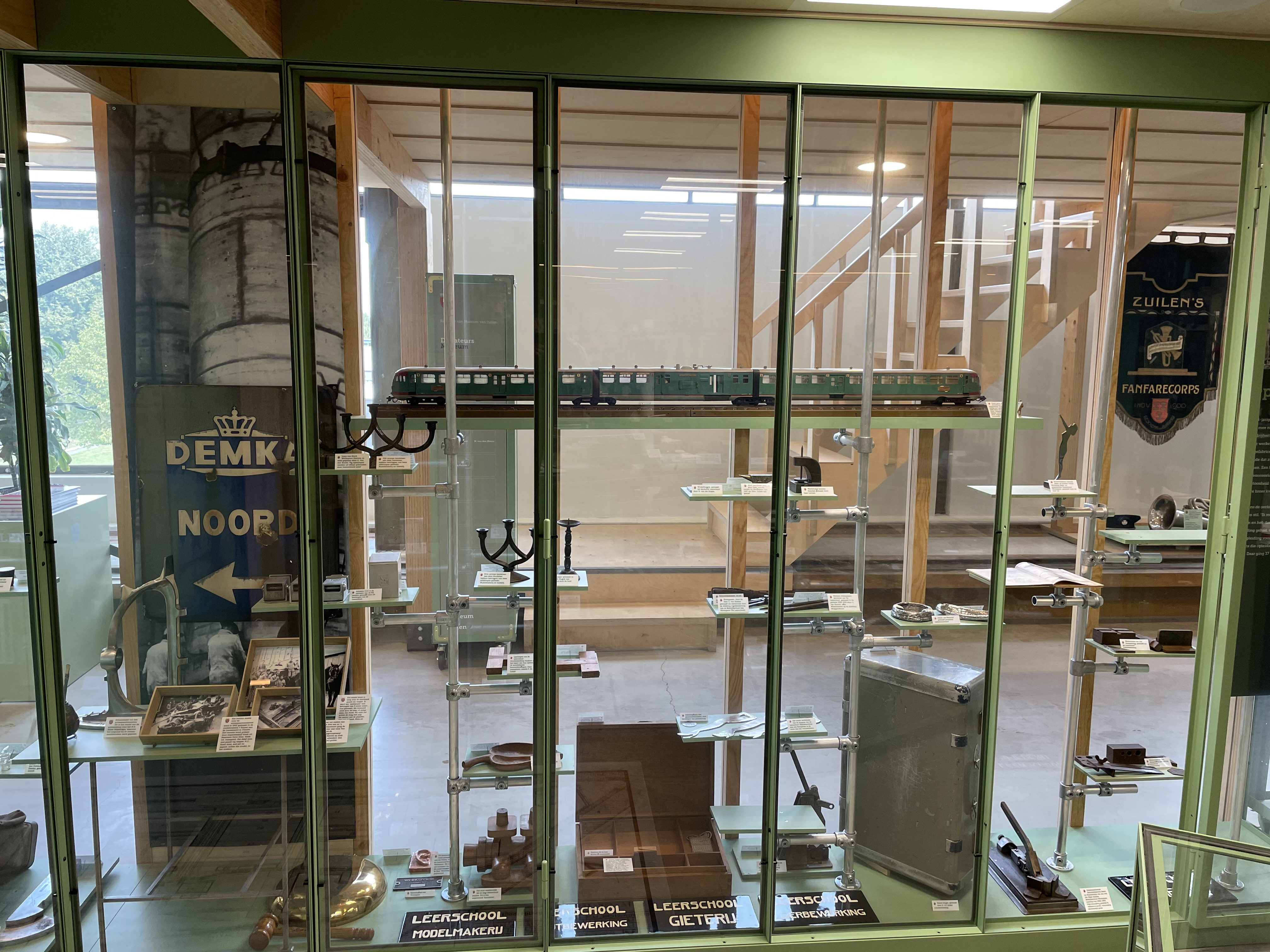
Vitrine Demka en Werkspoor